# Arie Johannes de Kruijff
Arie Johannes de Kruijff (Amsterdam, 6 november 1912 - Mauthausen, 7 september 1944) was Engelandvaarder.
Hij was SOE-agent tijdens de Tweede Wereldoorlog en was betrokken bij Plan Holland. Hij was een van de slachtoffers van het Englandspiel. Op 28 november 1942 werd hij met zijn  marconist George Ruseler bij Ugchelen gedropt en meteen gevangengenomen en naar kamp Haaren overgebracht. Hij werd op 7 september 1944 in concentratiekamp Mauthausen geëxecuteerd. Aan hem werd het Bronzen Kruis postuum toegekend.